# Tapiolan Urheilupuisto
El Tapiolan Urheilupuisto es un estadio multiusos ubicado en el distrito de Tapiola en la ciudad de Espoo, Finlandia, utilizado especialmente para el fútbol. Fue inaugurado en 1970 y tiene una capacidad para 5000 espectadores, siendo el estadio en el que disputa sus partidos el FC Honka Espoo de la Veikkausliiga.